# Mortal Kombat Mythologies: Sub-Zero
Mortal Kombat Mythologies: Sub-Zero (traducido Mitologías de Mortal Kombat: Sub-Zero) es el sexto juego y la primera entrega del género aventura de la serie de videojuegos de lucha Mortal Kombat, así como la primera en la cronología de la saga. Fue lanzado en 1997 para las consolas PlayStation y Nintendo 64 de manos de Midway Games.
El juego posee el sistema Beatem up, o sea que se puede controlar al personaje de Sub-Zero durante todo el juego. También es el primer juego en que no interviene Ed Boon, sino que el juego fue desarrollado enteramente por John Tobias y su equipo (la música como siempre es de Dan Forden).
Mortal Kombat Mythologies Sub-Zero esta cronológicamente situado antes de los hechos del primer juego, como la última aventura del ninja helado, con lo que luego entra al torneo. A pesar de que los personajes son fruto de la captura de movimiento, los escenarios eran 3D.
El juego se vendió bien y se planificaba hacer más juegos de esta temática basados en otros personajes de la saga. Sin embargo, en algunas revistas se criticó la jugabilidad del juego, tachada de lenta, aunque los movimientos básicos del personaje principal no son muy difíciles de controlar, aún si nadie haya jugado antes un juego de la saga y la historia aunque buena fue muy complicada y difícil de digerir comparada con los juegos anteriores.

## Elementos del juego
- Experiencia: El sistema de puntaje obtenido por cada golpe o combo lanzado.
- Combos: El sistema incluía una barra que presentaba el número de golpes y la cantidad de experiencia ganada.
- Poderes: El personaje comienza sin sus movimientos personales, tienen que alcanzarse mediante la experiencia.
- Pantalla de Presentación: Era un video con personas reales y diálogos como si fuera una película (en la versión para PlayStation o fotografías con textos de los diálogos en la versión para Nintendo 64).
- Finish: Solo puede ser habilitado en solo dos jefes del juego.
- Fatality: Solo poseías un Fatality.
- Sangre: Fluido que brotaba en cada golpe certero de los personajes, aparecía también en el modo narrativo.
- Tesoros: Eran cada objetivo que te mandaban a buscar y cuando estabas cerca de ellos podía alzar tu brazo.
- Iconos: Son las fíguras que aparecen cada vez que consigues un nuevo poder.
- Obstáculos: Al ser de género aventura posee los típicos estorbosos oponentes débiles que aparecen en cada nivel.
- Trampas: Eran los distintos elementos de cada escenario que no te permitía avanzar al dañarte con armas o campos de fuerza.
- Ayudas: Eran los distintos elementos que te permiten pasar o atravesar los escenarios como cuerdas o elevadores.
- Claves: Ahora en el juego se podía guardar lo que avanzabas en el juego mediante algunas claves de seis dígitos.
- Videos: Son escenas de cuando uno de los jefes es derrotado, solo que puedes intervenir en ellos moviéndote por el campo.
- Niveles: Son cada uno de los escenarios en que debes enfrentar todas las misiones, habrá gemas, y los jefes se presentan en medio de ello.
- Misiones: Son cada una de las indicaciones que deben seguir en cada uno de los niveles.

## Historia
Hace 1000 años atrás, la Tierra fue sacudida por una batalla entre dos dioses.
Una guerra entre el bien y el mal. Representada por Raiden y Shinnok.
El Netherrealm trata de tomar Earthrealm desde muchos siglos y cubrirla con su oscuridad.
Ahora el mundo corre peligro de nuevo y sólo un mortal puede detenerlo.
Estas fueron las palabras del dios del trueno, Raiden, cual solo su voz se escucha.

### Resumen de la trama
En un templo Shaolin en el sur de China, un ninja vestido con uniforme azul se adentra al interior del templo con la intención de robar un elemento presente allí. Este ninja era Sub-Zero el cual fue enviado por el clan Lin Kuei con el objetivo de robar un objeto que se encontraba en sus paredes; sin embargo, Sub-Zero no fue el único en estar allí: otro ninja, vestido de amarillo tenía el mismo objetivo que Sub-Zero; este ninja era Hanzo Hasashi, mejor conocido como Scorpion, miembro del clan Shirai Ryu el cual rivaliza con el Lin Kuei con el cual el ninja criomante (por sus poderes para controlar el hielo), se ve forzado a luchar luego de superar las distintas trampas y obstáculos dentro del templo así como enfrentarse a los monjes Shaolin que custodiaban su interior. Tras una difícil pelea, Sub-Zero logra matar a Scorpion y consigue escapar del templo con el objeto que fue a buscar el cual era un mapa.
A su llegada a los cuarteles generales del Lin Kuei, Sub-Zero es informado por el Gran Maestro del clan de su siguiente misión la cual le fue encomendada por un cliente bastante particular; un enigmático hechicero llamado Quan Chi el cual estaba interesado en el objeto que Sub-Zero y Scorpion fueron a robar pues, para molestia de Sub-Zero, él también contrató a los Shirai Ryu para que robaran el mapa con tal de asegurarse de que alguno de los dos asesinos pudiera hacerse con el mencionado objeto y entregárselo al hechicero. Sin embargo para asegurar el éxito del ninja del Lin-Kuei y como una forma de pago, Quan Chi en persona elimina al resto del clan presentando los restos del líder del Shirai Ryu al Gran Maestro acabando así con la rivalidad existente entre los dos clanes; luego procede a explicar el contenido del mapa: dicho mapa contiene la localización exacta de un templo escondido en la zona de los Himalayas en Nepal en cuyo interior se encuentra un amuleto el cual está protegido por los poderes de los dioses de los cuatro elementos que sustentan la existencia del Reino de la Tierra: Fuego, Viento, Agua y Tierra los cuales deben ser derrotados para que Quan Chi pudiera ingresar. Sub-Zero se adentra en el templo, sortea todas las trampas y se enfrenta contra los cuatro Dioses a los que consigue derrotar. Cuando está por tomar el objeto que Quan Chi estaba buscando, el hechicero hace su aparición sorpresiva para arrebatarle el objeto a Sub-Zero y volver al mundo de donde proviene: el Netherrealm, no sin antes burlarse del ninja al reconocer que lo estaba utilizando revelándole a Sub-Zero que el medallón es el amuleto del caído Dios Antiguo Shinnok y este amuleto es su principal fuente de poder; Shinnok está confinado en el Netherrealm como castigo por levantar sus puños contra el resto de los Dioses Antiguos al querer conquistar el Reino de la Tierra hace miles de años, siendo detenido por el Dios del Trueno. En ese momento, luego de que Quan Chi se fuera, Raiden el Dios del Trueno hace su aparición y enojado reprende a Sub-Zero por lo que hizo por lo que ahora el ninja del Lin Kuei tiene la obligación de recuperar ese amuleto adentrándose dentro del Netherrealm antes que Shinnok vuelva a apoderarse del amuleto.
Estando en esa dimensión, Sub-Zero es capturado y se enfrenta contra Hanzo Hasashi quien fue resucitado como un no muerto al que logra derrotar para escapar. También se ve obligado a luchar contra las asesinas personales de Quan Chi, Kia, Sareena y Jaakata que también forman parte del culto conocido como La hermandad de la sombra, un culto de adoradores del Dios caído Shinnok. Sub-Zero Derrota a dos de las asesinas y por alguna razón decide no matar a Sareena. Posteriormente, se enfrenta contra Quan Chi buscando quitarle el amuleto, pero el hechicero resulta ser muy fuerte; en el último segundo Sareena ayuda al Lin-Kuei a derrotar a Quan Chi. Sareena le explica a Sub-Zero que decidió salvarlo debido a que perdonó su vida, cuando en ese momento un rayo violeta impacta a Sareena dejándola herida; era Shinnok, el Dios caído quien decide personalmente enfrentarse a Sub-Zero. El Lin Kuei estaba muy debilitado debido a sus peleas previas pero aun así pudo soportar los ataques de Shinnok consiguiendo en el último suspiro quitarle el amuleto y escapando apenas con vida gracias a un portal dimensional abierto por Raiden. Con su tarea cumplida, el Lin Kuei vuelve a su base donde es notificado de un nuevo trabajo: participar en un torneo de artes marciales llamado Mortal Kombat organizado por otro hechicero, quien resulta ser nadie menos que Shang Tsung.

## Personajes

### Seleccionables
- Sub-Zero (Bi-Han)

### Solo intervienen en la trama
- Grandmaster
- Raiden
- Old Warrior
- Shang Tsung

### Jefes Secundarios
- Fujin (Dios del Viento)
- Dios de la Roca
- Dios del Agua
- Dios del Fuego
- Cráneo de Desprecio
- Caballero Dinosaurio
- Lanzallamas
- Kia
- Jataaka
- Sareena
- Scorpion

### Jefes Principales
- Quan Chi (Sub-Jefe)
- Shinnok (Jefe Final)

## Niveles y misiones

### Robar el mapa sagrado de los elementos
- El objetivo de la misión: Debes conseguir un tesoro que posee la forma de un mapa, situado al final del nivel.
- Escenario: Un templo Shaolin, recubierto de madera y piedra, paredes descendentes de obstáculos, noche de luna llena, consta de dos pisos, serás alumbrado por las lámparas que la rodean.
- Guardianes: Monjes Shaolin desarmados.
- Jefe: Scorpion
- Diálogo: Conversación entre Sub-Zero, Quan Chi y Grandmaster sobre la muerte del clan de Scorpion y este mismo.

### Obtener las tres piedras que representan al viento
- Objetivo de la misión: Buscar por todo el nivel los tres emblemas con formas de cráneos dorados, avanzar por el nivel y cruzar por un torbellino gigante.
- Escenario: La primera zona del templo, hay un día tormentoso, hay unos poderosos ventiladores por todo el escenario, hay grietas que se desmoronan y grandes distancias que saltar.
- Guardianes: Monjes Shaolin armados con abanicos.
- Jefe: Fujin, Dios del Viento

### Obtener las tres piedras que representan a la roca
- Objetivo de la misión: Buscar por todo el nivel los tres emblemas con formas de cráneos dorados, avanzar por el nivel y encontrar la puerta a la batalla.
- Escenario: La segunda zona del templo, recubierta de pilares y grandes masas de tierra y roca, habrá grandes túneles por los cuales cruzar y filudas hachas que intervendrán constantemente.
- Guardianes: Monjes Shaolin levitantes que alzan las rocas con la mente.
- Jefe: Dios de la Roca

### Obtener las tres piedras que representan al agua
- Objetivo de la misión: Buscar por todo el nivel los tres emblemas con formas de cráneos dorados, avanzar por el nivel y encontrar la puerta a la batalla.
- Escenario: La tercera zona del templo, parecen alcantarillas, hay túneles de agua, especie de laberinto con acueductos, el obstáculo constante sería ahogarse en el transcurso.
- Guardianes: Monjes Shaolin armados con tridentes.
- Jefe: Dios del Agua

### Obtener las tres piedras que representan al fuego
- Objetivo de la misión: Buscar por todo el nivel los tres emblemas con formas de cráneos dorados, avanzar por el nivel y atravesar la entrada al final del nivel.
- Escenarios: La cuarta zona del templo, parecier ser un volcán, hay pilares y grandes distancias en donde saltar, la mayor dificultad será caer en la lava o las baños calientes en todo el nivel.
- Guardianes: Monjes Shaolin con gran musculatura y con el poder de lanzar fuego.
- Jefe: Dios del Fuego
- Diálogo: Conversación entre Sub-Zero y Quan Chi, al descubrir este último que el ninja deseaba guardarse el amuleto de Shinnok. Conversación entre Sub-Zero y Raiden para revelarle la verdadera naturaleza del amuleto y el peligro que corre la Tierra.

### Escapar de la Prisión de las Almas
- Objetivo de la misión: Tienes dos objetivos, el primero es que debes llegar hasta enfrentar al guardián con forma de cráneo y dejarte derrotar; la segunda misión se trasladaría después del diálogo al culminar el último combate, trataría de encontrar al guardia y vencerlo en combate.
- Escenario: Aparece Quan Chi y desaparece, te encontraras en grandes peñascos y pisos de metal, con varios pilares y campos de fuerza que destruir; la segunda sección consta de elevadores y letreros de números luminosos.
- Guardianes: Soldados de Quan Chi armados con lanzas o bazokas.
- Jefe: Cráneo de Desprecio o Scorpion mediante un truco
- Diálogo: Conversación entre Sub-Zero y Old Warrior sobre los residentes de la Prisión de las Almas. Tras una clave el Old Warrior se convierte en Scorpión y empieza un combate

### Cruza el Puente de la Inmortalidad hasta llegar al Templo de Shinnok
- Objetivo de la misión: Deberás atravesar el Puente de la Inmortalidad, deberás derrotar a los oponentes que se te crucen, llegar a la estatua gigantesca de Shinnok y derribarla para cruzar.
- Escenario: Un desierto inmenso, con puentes agrietados, lámparas que alumbran, una gran especie de laberinto y los jefes aparecen en medio del escenario.
- Guardianes: Soldados de Quan Chi armados con lanzas o bazokas.
- Jefes: Caballero Dinosaurio / Lanzallamas
- Diálogo: Conversación entre Kia y Jataaka sobre como Sub-Zero escapo de la Prisión de las Almas. Conversación entre Sareena y Quan Chi de capturar al ninja que ha recuperado su cuerpo y alma.

### Conseguir los tres fragmentos de cristal que te llevarán a la Fortaleza de Quan Chi
- Objetivo de la misión: Deberás atravesar el nivel e ir por el ascensor mientras entras a las recámaras de las asesinas, las derrotas y consigues sus fragmentos de cristal.
- Escenario: Toda una inmensa fortaleza de hierro, grandes pilares y figuras de fondo, hay varias inscripciones mientras avanzas por el ascensor, habrá una torre a lo alto del ascensor.
- Guardianes: Soldados de Quan Chi con el pecho descubierto y llevando unos trajes rojos. Curiosamente la vestimenta que portan es idéntica a los soldados de Shang Tsung en Mortal Kombat: La Película.
- Jefes: Kia / Jataaka / Sareena
- Diálogo: Conversación entre Sub-Zero y Quan Chi sobre como el ninja fue engañado por el hechicero y de una batalla entre ellos dos.

### Derrota a Quan Chi
- Batalla: Debes combatir al hechicero y vencerlo en batalla, un enemigo de gran dificultad.
- Escenario: Un puente dentro de la Fortaleza de Quan Chi, una ilustración poca vistosa, escenario de fondos de ladrillos, el puente posee luces amarillos dentro de si.
- Jefe: Quan Chi
- Diálogo: Conversación entre Sareena y Sub-Zero y sobre como ella traicionó a su amo y su deseo de acompañar al ninja. La aparición de Shinnok y de su ataque a Sareena.

### Shinnok, La confrontación final
- Batalla: Debes combatir al oponente final y debes vencerlo en combate o tomar el amuleto que porta en su cuello y escapar.
- Escenario: Un puente dentro de la Fortaleza de Quan Chi, solo hay un fondo oscuro y hay incrustaciones geométricas en el puente.
- Jefe: Shinnok
- Diálogo: Conversación entre Sub-Zero y Raiden sobre la recuperación del amuleto y la seguridad de la Tierra. Encuentro entre Sub-Zero, Grandmaster y Shang Tsung y la invitación al Torneo de Mortal Kombat.

## Versiones disponibles y sus diferencias
- PlayStation: En el modo narrativo ofrece una amplia muestra audiovisual, pues posee videos que narran la trama y un detrás de cámara de las grabaciones.
- Nintendo 64: En el modo narrativo ofrece imágenes estáticas de videos con subtítulos de los diálogos, debido a que no se podían guardar muchas cinemáticas en los cartuchos de N64.